# نو عقاب
نو عقاب یک ستاره است که در صورت فلکی عقاب قرار دارد.